# Poliginandria
Poliginandria é uma estratégia reprodutiva em que dois ou mais machos têm uma relação exclusiva com duas ou mais fêmeas. Os números de cada sexo não têm que ser necessariamente iguais e, nas espécies de vertebrados até agora observadas, o número de machos é geralmente inferior ao de fêmeas. Alguns animais adotam este comportamento de forma regular, enquanto outros recorrem a ele apenas em determinadas circunstâncias. A vantagem deste comportamento sexual é a maior diversidade genética, menor competição entre machos e maior proteção das crias. A poliginandria pode também ocorrer em sistemas sociais polígenos, nos casos em que uma população se torna demasiadamente grande para os machos manterem grupos exclusivos.